# Алсиб
Алсиб («Аляска — Сибирь», «воздушная трасса Красноярск — Уэлькаль», «Красноярская воздушная трасса») — воздушная трасса между Аляской (США) и СССР, построенная и начавшая действовать в 1942 году. Являлась советской частью авиатрассы по перегонке американских самолётов, которые США поставляли в СССР по договору ленд-лиза. Американская часть трассы начиналась в городе Грейт-Фолс в штате Монтана, а заканчивалась в Номе на Аляске. В качестве второстепенных задач по трассе выполнялась перевозка грузов, дипломатической почты, дипломатических работников.

## История трассы
После нападения Третьего Рейха на СССР, Советский Союз получил возможность и стал закупать военную технику и оборудование у союзников. В том числе и самолёты. В США первая партия боевых самолётов была закуплена в августе 1941 года, а с октября 1941 года поставки в СССР стали происходить в рамках ленд-лиза. Во время войны самолёты доставлялись в Союз по договору ленд-лиза по нескольким маршрутам: через северную Атлантику до Мурманска и Архангельска; через Тихий океан до Владивостока; по Трансиранскому маршруту: по Индийскому океану до иракского порта Басра, и далее через Иран в СССР; а также по Алсибу, являвшемуся одним из маршрутов.
Работы по сооружению авиатрассы начались в октябре 1941 года. 9 октября Госкомитет обороны принимает постановление № 739 об организации и оборудовании воздушной линии Красноярск — Уэлен, то есть об организации доставки самолётов из США в СССР по воздуху. Было изучено несколько различных маршрутов, и выбран путь через Берингов пролив, Чукотку и центральные районы Якутии до Красноярска: город Ном на Аляске — Анадырь — Сеймчан — Якутск — Киренск — Красноярск. Согласно постановлению, трасса должна заработать к 30 декабря 1941 года. Создание этой трассы возлагалось на Главное управление Гражданского воздушного флота (ГУ ГВФ) под началом генерал-майора В. С. Молокова. Действующие аэродромы в Анадыре, Марково, Сеймчане, Берелёхе и Зырянке для использования на будущей трассе передавались от Дальстроя и Управления полярной авиации Главсевморпути в подчинение Главного управления Гражданского воздушного флота. Начальником строительства авиалинии назначен Д. Е. Чусов. 13 октября сформирована, а 16-го вылетела в Иркутск первая группа специалистов.
В ноябре 1941 года началась реконструкция уже имевшихся аэродромов. В Красноярске удлинили две бетонные взлётно-посадочные полосы, сделали рулёжные дорожки, оборудовали самолётные стоянки. Реконструировали аэродром в Якутске. Строительство новых аэродромов началось в 1942 году. Вдоль трассы строились узлы связи, радионавигации, метеорологические станции, уточнялись полётные карты. 27 апреля 1942 года Гражданский воздушный флот, строивший и эксплуатировавший трассу, был подчинён Военно-Воздушным силам Красной Армии. В июле 1942 года Владимир Коккинаки на бомбардировщике Б-25 пролетел по недостроенной трассе и доставил в Москву американскую правительственную комиссию по вопросам согласования начала перегонки самолётов. 23 июля для приёмки трассы вылетела комиссия ГУ ГВФ. Обследовав маршрут, комиссия разрешила запуск трассы во временную эксплуатацию.
К октябрю 1942 года на трассе было готово десять аэродромов: пять базовых — в Якутске, Красноярске, Киренске, Сеймчане и Уэлькале; и пять запасных — в Алдане, Олекминске, Оймяконе, Берелёхе (Сусуман) и Марково. Строились и реконструировались аэродромы в Бодайбо, Витиме, Усть-Мая, Хандыге, Зырянке, Анадыре. В СССР построили либо отремонтировали 16 аэродромов, в США и Канаде — 15. Также в 1942—1943 годах по территории Канады и Аляски была построена Аляскинская трасса. Строились трубопроводы для перекачки нефти и бензина; в Уайтхорсе велось сооружение нефтеперерабатывающего завода. Работы завершили весной 1944 года.
Летом 1942 года в Иваново сформирована 1-я перегоночная Краснознаменная авиационная дивизия ГВФ. Здесь лётчиков знакомили с американскими самолётами и проводили тренировочные полёты. Командиром дивизии и начальником трассы назначен полковник Илья Павлович Мазурук — полярный лётчик, Герой Советского Союза. В дивизию входило пять авиаполков. Осенью лётный состав был перевезён на трассу. Штаб дивизии и управление воздушной трассы располагались в Якутске.
Место, где советские лётчики принимали эстафету по перегонке самолётов от американских коллег, находилось в Фэрбанксе. Здесь советскими специалистами производилась приёмка самолётов, и далее их перегоняли уже лётчики из СССР. Фэрбанкс, находящийся в центре Аляски, был выбран в качестве места передачи самолётов по причине лучшей в сравнении с Номом защищённости от нападения японцев, которые летом 1942 оккупировали часть Территории Аляска. 4 сентября 1942 года в Фэрнбанкс прибыла советская миссия, 24 сентября личный состав 1-го перегоночного авиаполка, а 29 сентября 1942 года первая партия самолётов вылетела в СССР. Это были 12 бомбардировщиков А-20 (лидировал группу командир 1-го перегоночного авиационного полка подполковник Павел Недосекин), первые истребители — П-40 отправлили 11 октября и прибыли в Красноярск в начале ноября. На Алсибе бомбардировщики и транспортные самолёты перегонялись по одному, или группами по два-три самолёта, истребители летали группами, которые вели лидеры-бомбардировщики. Из Красноярска бомбардировщики перегонялись на фронт своим ходом, а истребители — в разобранном виде по железной дороге.
10 января 1943 года 1-й перегоночный авиаполк, работавший на участке от Фэрбанкса до Уэлькаля, перевели в подчинение военной приёмке ВВС на Аляске. В июне этого же года образовано управление воздушной магистрали Москва — Уэлькаль, начальник генерал-майор Александр Александрович Авсеевич, также назначенный заместителем начальника главного управления Гражданского воздушного флота. Мазурук остался командиром дивизии. Красноярская воздушная трасса стала именоваться Воздушная трасса Красноярск — Уэлькаль. Руководить ею стал генерал-майор Илья Сергеевич Семёнов. Соответственно трасса и 1-я перегоночная авиадивизия подчинялись управлению воздушной магистрали Москва — Уэлькаль. 23 августа 1943 года ГВФ из подчинения ВВС передан в подчинение командующему АДД. 5 июня 1944 года, на посту командира дивизии Мазурука сменил полковник А. Г. Мельников, а 1 октября место И. С. Семёнова занял Герой Советского Союза генерал-лейтенант М. И. Шевелёв.
В июле 1943 года начальником трассы подписан приказ о формировании управления аэропортами 1-го класса (Киренск, Якутск, Сеймчан, Уэлькаль). По штату им полагались два легковых автомобиля, шесть грузовых, 12 специальных и четыре трактора; личный состав — 100 военнослужащих и 127 вольнонаёмных. В августе под управление трассы передан красноярский аэропорт 1-го класса, до того находившийся в ведении ВВС. В аэропорту располагалась Харьковская военная авиационная школа. В мастерских школы самолёты ремонтировали, перекрашивали, готовили к отправке на фронт. Также самолёты ремонтировали и готовили в мастерских на острове Молокова, на территории судоремонтного завода, на авиаремонтном заводе.
Осенью 1943 года вступили в строй пять аэродромов: Нижнеилимск, Витим, Теплый Ключ (Хандыга), Омолон (Кегали) и Анадырь. В Киренске, Якутске и Сеймчане взлётные полосы покрыли гудроном, некоторые аэродромы застилали сборными металлическими листами, доставленными из США. В 1944 открыли аэродромы Танюрер и Чаплине на Чукотке, а также Учур и Экимчан — на трассе Якутск-Хабаровск. Улучшилось оснащение трассы радиосредствами: в конце 1943 года на трассе работали 24 радиостанции и 18 радиопеленгаторов, в 1944 году установлены закупленные в США 25 передатчиков, пять приёмных радиоцентров, 11 радиопеленгаторов и две мощные радиостанции в Якутске и Сеймчане. Материальное обеспечение трассы происходило через порты в Магадане, Тикси, Провидения, Амбарчике и Уэлькале, откуда по рекам и дорогам грузы развозились в 25 пунктов приёма.
В 1945 году на трассе имелось пять основных маршрутов. Главный — из Красноярска в Уэлькаль; а также: Якутск — Хабаровск, Анадырь — Магадан — Хабаровск, Магадан — Киренск — Красноярск и Якутск — Тикси. Использовалось до тридцати аэродромов.
Летом 1945 года по трассе перегонялись самолёты для Забайкальского, Первого и Второго Дальневосточных фронтов и Тихоокеанского флота в обеспечение боевых действий против Японской империи. В августе поставки авиатехники из США по трассе прекратились, и 1-й перегоночный авиаполк перебазировался из Фэрбанкса в Марково. Перегоночная авиадивизия была расформирована в октябре 1945 года.

## Перегоночные авиаполки
Американские лётчики доставляли самолёты до города Фэрбанкса на Аляске. С американской стороны перегонку самолётов осуществляла 7-я перегоночная группа аляскинского крыла воздушно-транспортного командования ВВС армии США; штаб группы располагался в Грейт-Фолс. В США самолёт перегонялся от начального до конечного пункта трассы одним и тем же лётчиком, в отличие от СССР, где самолёты передавались по эстафете. В Фэрбанксе советская военная миссия принимала самолёты, которые далее перегонялись советскими лётчиками. Трасса от Фэрбанкса до Красноярска была разделена на пять этапов, для работы на которых создали пять перегоночных авиаполков (ПАП) первой перегоночной авиадивизии ГВФ.
1-й перегоночный авиационный полк перегонял самолёты из Фэрбанкса через Берингов пролив до Уэлькаля. 2-й ПАП базировался в Уэлькале и перегонял самолёты до Сеймчана. 3-й ПАП — из Сеймчана до Якутска, 4-й ПАП — из Якутска до Киренска, 5-й ПАП — из Киренска до Красноярска. Передав самолёты соседнему полку, лётчики возвращались на свою базу транспортными самолётами специальной эскадрильи, которую позже преобразовали в 8-й транспортный полк. Недолго существовал на трассе 7-й ПАП, в котором каждый лётчик перегонял самолёты от начала до конца трассы, по примеру американцев. В итоге этот метод признан неудачным, а полк расформирован.
За каждый перегнанный самолёт лётчики получали премиальное вознаграждение. За истребитель на участках трассы Уэлькаль — Сеймчан и Сеймчан — Якутск пилоту платили 700 рублей, на остальных участках — 600 рублей. За бомбардировщик, в зависимости от участка трассы, пилоту платили соответственно 850 или 650 рублей; штурману — 700 или 500 рублей, второму пилоту — 600 или 450 рублей, борттехнику и бортрадисту — 500 или 400 рублей.

## Количественные показатели работы трассы
Общая протяжённость трассы от Фэрбанкса до Красноярска составляла 6500 км, из них по территории СССР — 5000 км. С завода в США до фронта в СССР самолёту приходилось преодолевать до 14 000 км.
По трассе не только перегоняли самолёты, но и перевозили различные грузы: военное оборудование, золото, слюду (506 т), продовольствие, оборудование для госпиталей, хозканцелярские принадлежности, почту (в том числе 187 т дипломатической почты), а также инкубационные яйца, протезы, иголки для швейных машин, запчасти для часов и другое.
По трассе Алсиба перемещались дипломаты и военные специалисты. По трассе летали послы СССР в США М. М. Литвинов и А. А. Громыко, американские генералы, а в 1944 году вице-президент США Генри Уоллес.
За время существования — с октября 1942 по октябрь 1945 года — по авиатрассе было перевезено: 128 371 пассажир, из них платных — 17 322; 18 753 т грузов, в том числе платных — 9125 т; почты — 319 т.
| Маршрут                                    | 1941 и 1942 | 1943 | 1944 | 1945 | Итого  |
| На судах через Мурманск и Архангельск      | 2532        | 804  | 766  | 688  | 4790   |
| На судах до Ирана, затем по воздуху        | 682         | 3016 | 1930 | 14   | 5642   |
| По воздуху через Аляску                    | 108         | 2486 | 3190 | 2047 | 7831   |
| Всего по годам (включая и другие маршруты) | 3344        | 6323 | 5887 | 2749 | 18 303 |

| Самолёт | 1942 | 1943 | 1944 | 1945 | Итого |
| П-40    | 41   | 6    | —    | —    | 47    |
| П-39    | 11   | 1343 | 1262 | —    | 2616  |
| П-63    | —    | —    | 695  | 1701 | 2396  |
| П-47    | —    | —    | 3    | —    | 3     |
| А-20    | 54   | 771  | 433  | 97   | 1355  |
| Б-25    | 8    | 186  | 372  | 163  | 729   |
| Си-47   | —    | 154  | 267  | 284  | 707   |
| Си-46   | —    | —    | —    | 1    | 1     |
| Ат-6    | —    | —    | —    | 54   | 54    |
| Итого   | 114  | 2462 | 3032 | 2300 | 7908  |

## Потери
За время работы авиатрассы в результате лётных происшествий было потеряно 80 самолётов. Из них 20 над Аляской и остальные 60 над СССР. При катастрофе Ли-2 5-го перегоночного полка, случившейся 17 ноября 1942 года в Красноярском аэропорту, погибли 30 человек. Всего за время работы авиатрассы на ней погибло 115 человек. Американцы, при перегонке самолётов по трассе от Грейт-Фолса до Фэрбанкса, потеряли 133 самолёта.

## Руководство трассы
- Мазурук, Илья Павлович (август 1942 — июнь 1943)
- Авсеевич, Александр Александрович (июнь 1943 — июль 1944)
- Семёнов, Илья Сергеевич (июль 1944 — август 1944)
- Шевелёв, Марк Иванович (август 1944 — август 1945)

## Награды
5 ноября 1944 года 1-я перегоночная авиадивизия награждена орденом Красного Знамени.

## Память
- Мемориал на Аляске.
- Мемориальная доска в Красноярске на доме по ул. Вавилова, 35, посвящённая Алсибу.
- Уменьшенная копия мемориала в Фэрбанксе (Аляска, США), установленная у музея ДОСААФ в Якутске.
- Мемориал в аэропорту Якутска над захоронением экипажа бомбардировщика Б-25, разбившегося в окрестностях города 7 мая 1943 года, с выбитыми на плитах именами 113 лётчиков, погибших на трассе, и мемориальная доска на здании международного сектора аэропорта.
- Истребитель Р-39 «Аэрокобра» на постаменте в Якутске в сквере имени Гагарина.
- Истребитель Р-39 «Аэрокобра» на постаменте в аэропорту г. Олёкминска (Республика Саха (Якутия)).
- Мемориал в городском парке Киренска на улице Ленина, посвящённый героям Алсиба.
- Памятный обелиск в Кадыкчанe на могиле разбившихся на А-20 лётчиков: капитана И. А. Ковылина, сержанта Н. Д. Борискина и штурмана капитана Д. В. Михасёва[22].
- Экспозиция «Секретная трасса АлСиб» музея лицея № 11, г. Красноярск.
- Проект школьного музея лицея № 11 г. Красноярска «Поднять самолёты, вернуть имена…»
- Памятник на братской могиле 30 лётчиков, погибших 17 ноября 1942 года в Красноярске (Троицкое кладбище).
- Исследовательский центр Аляска—Сибирь, г. Джуно, США (Alaska-Siberia Research Center).
- Памятник погибшим лётчикам экипажа C-47 в Эгвекиноте, скульптор К. Добриев.[источник не указан 2914 дней]
- Памятник Алсиб в г. Усть-Куте[источник не указан 2120 дней].

- Монумент Алсиб в с. Тюнгюлю Мегино-Канагаласского улуса Якутии, где был запасной аэродром трассы[источник не указан 2120 дней].
- Мемориал Аляска-Сибирь  в Киренске в виде трёх летящих самолётов: Бостона, Аэрокобры и Киттихока. Автор мемориала И. Н. Михалёв[источник не указан 2086 дней]
- Мемориальная доска в память И. Мазурука — командира первой перегоночной авиадивизии Алсиб. Установлена на историческом здании аэропорта Сеймчан (Магаданская область) на улице Мазурука.
- Обелиск в память погибшим участникам авиаперегона по трассе Уэлькаль — Красноярск в годы войны. Установлен в сквере авиагородка аэропорта Сеймчан (Магаданская область).
- Памятник лётчикам перегона Алсиб. Установлен на площади аэропорта Магадан-13.
- В 2023 году АО «Марка» выпустило почтовую марку, посвящённцю героям Алсиба. На марке изображён памятник А. Н. Ковальчуку и К. Б. Кузьминых «Героям Алсиба» в Магадане. Тираж — 66 тыс.[23].

## Фильмы о трассе
- Художественный фильм «Перегон», реж. Александр Рогожкин, 2006 год
- Документальный фильм «Алсиб. Секретная трасса», Т. Проскурякова, автор сценария: Светлана Родина, режиссёр: Анастасия Попова, 2012 год.
- Документальный фильм «Алсиб. Хроника мужества», продюсер — Александр Добрынин. Снят кинокомпанией «Ракурс-А», Якутск, 2012 год.
- Документальный фильм «Алсиб. Хроники воздушной трассы», автор / режиссер: Алексей Никулин / Вадим Витовцев. Снят кинокомпанией "Скайфёст" по заказу Русского Географического Общества, 2022 год.